# Marshal Yanda
Marshal John Yanda (Anamosa, 15 settembre 1984) è un ex giocatore di football americano statunitense che ha militato nel ruolo di offensive lineman per tutta la carriera con i Baltimore Ravens della National Football League (NFL). Fu scelto nel corso del terzo giro (86º assoluto) del Draft NFL 2007 dai Ravens. Al college ha giocato a football all’Università dell'Iowa.

## Carriera professionistica

### Baltimore Ravens
Yanda fu scelto nel corso del terzo giro del Draft 2007 dai Baltimore Ravens. Nella sua stagione da rookie disputò tutte le 16 partite, 12 delle quali come titolare. Il 26 luglio 2011, i Ravens firmarono con Yanda un prolungamento contrattuale quinquennale del valore di 32 milioni di dollari. Nella stagione 2011, dopo aver giocato per il secondo anno consecutivo tutte le gare della stagione come titolare, fu convocato per il primo Pro Bowl in carriera e inserito nel Second-Team All-Pro.
Il 26 dicembre 2012, Marshal fu convocato per il secondo Pro Bowl in carriera come titolare della AFC. Nel gennaio 2013 fu inserito nel Second-team All-Pro dall'Associated Press e nel First-team dalla Pro Football Writers Association. Il 3 febbraio 2013, Yanda partì come titolare nel Super Bowl XLVII contribuendo alla vittoria dei Ravens sui San Francisco 49ers per 34-31, laureandosi per la prima volta campione NFL.
Il 27 dicembre 2013, Yanda fu premiato con la terza convocazione al Pro Bowl in carriera e votato al 55º posto nella NFL Top 100 dai suoi colleghi. Fu convocato per il Pro Bowl anche nelle tre annate successive, venendo inserito nel First-team All-Pro sia nel 2014 che nel 2015.
Il 17 settembre 2017, nella seconda gara della stagione contro i Cleveland Browns, Yanda si fratturò una caviglia, chiudendo la sua annata.
Il 10 marzo 2020 Yanda annunciò il suo ritiro.

## Palmarès

### Franchigia
- Super Bowl : 1

Baltimore Ravens: Super Bowl XLVII
- American Football Conference Championship: 1

Baltimore Ravens: 2012

### Palmarès
- Convocazioni al Pro Bowl: 8

2011, 2012, 2013, 2014, 2015, 2016, 2018, 2019
- First-team All-Pro: 4

2012, 2013, 2014, 2015
- Second-team All-Pro: 4

2011, 2016, 2018, 2019
- Formazione ideale della NFL degli anni 2010